# La Pension Radicelle
La Pension Radicelle est une série de bande dessinée humoristique  d'Eugène Gire publiée dans l'hebdomadaire jeunesse français Vaillant de juin 1947 à juillet 1968. Elle a fait l'objet de divers recueils en album, notamment chez Glénat.
La série se déroule dans une pension dirigée par Madame Radicelle, confrontée aux bizarreries de ses pensionnaires, parmi lesquels un savant, Saturnin, un ancien broussard, Isidore, et une cuisinière, Tante Bouille. « Loufoque, parfois proche de l'absurde », La Pension Radicelle se déploie sur plus de mille planches.
Lorsque Gire doit abandonner La Pension Radicelle pour des raisons de santé, son fils Michel-Paul Giroud reprend l'un de ses personnages pour créer une série de gags Les Découvertes de Saturnin, publiée de juillet 1968 à février 1969, et non conservée lorsque Vaillant devient Pif Gadget.